# Așa-i la 40 de ani!
This Is 40 este un film de comedie american din 2012, regizat de Judd Apatow.

## Acțiunea
Spin off al comediei Un pic însărcinată, succesul de casă din 2007, noua poveste a lui Judd Apatow ne face cunoștință cu cuplul Pete și Debbie când aceștia se apropie de un prag nedorit: fatidica vârstă de 40 de ani.

## Distribuția
- Paul Rudd – Pete
- Leslie Mann – Debbie
- Jason Segel – Jason
- Megan Fox – Desi
- John Lithgow – Oliver
- Ryan Lee – Joseph
- Maude Apatow – Sadie
- Chris O'Dowd – Ronnie
- Melissa McCarthy – Catherine
- Lena Dunham – Cat
- Albert Brooks – Larry